# Gottigehalli, Kanakapura
Gottigehalli là một làng thuộc tehsil Kanakapura, huyện Ramanagara, bang Karnataka, Ấn Độ.